# Nordsee

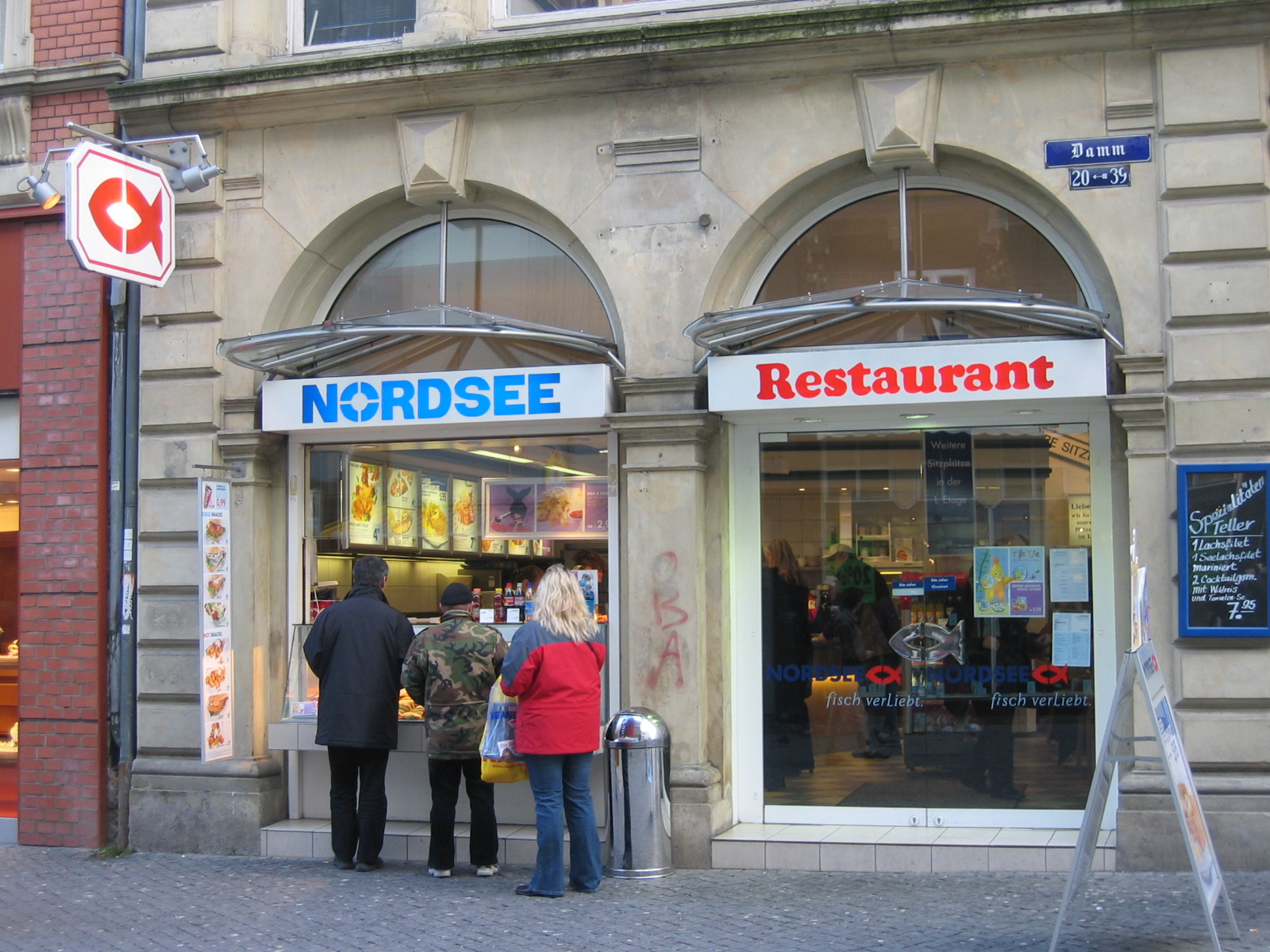
Restaurant Nordsee în Braunschweig, Germania

Nordsee este cel mai mare lanț de restaurante din Europa specializat pe comercializarea de preparate din pește și fructe de mare.
La nivel internațional, Nordsee deține peste 400 de restaurante în Germania, Austria, Elveția și Cehia, majoritatea unităților fiind operate prin sistem de franciză.
Grupul Nordsee este prezent și în România, având trei restaurante în București, operate în franciză.